# Conrad Veidt

Conrad Veidt 1929 auf einer Fotografie von Alexander Binder

Hans Walter Conrad Veidt (* 22. Januar 1893 in Berlin; † 3. April 1943 in Hollywood, Kalifornien, USA) war ein deutscher Schauspieler. Berühmt machte ihn 1920 die Rolle des Cesare im Filmklassiker Das Cabinet des Dr. Caligari. In den 1920er Jahren zählte er zu den führenden Schauspielern des deutschen expressionistischen Films, er drehte jedoch auch Filme in Großbritannien, Frankreich und den USA. Veidt war ein entschiedener Gegner der Nationalsozialisten und verließ das Land nach deren Machtübernahme in Richtung Großbritannien und später Hollywood. Im englischsprachigen Film konnte er mit Auftritten in Der Dieb von Bagdad und Casablanca weitere Erfolge erzielen. Besonders häufig wurde Veidt in boshaften, getriebenen oder exzentrischen Charakterrollen besetzt.

## Leben und Karriere

### Frühes Leben und erste Filmrollen

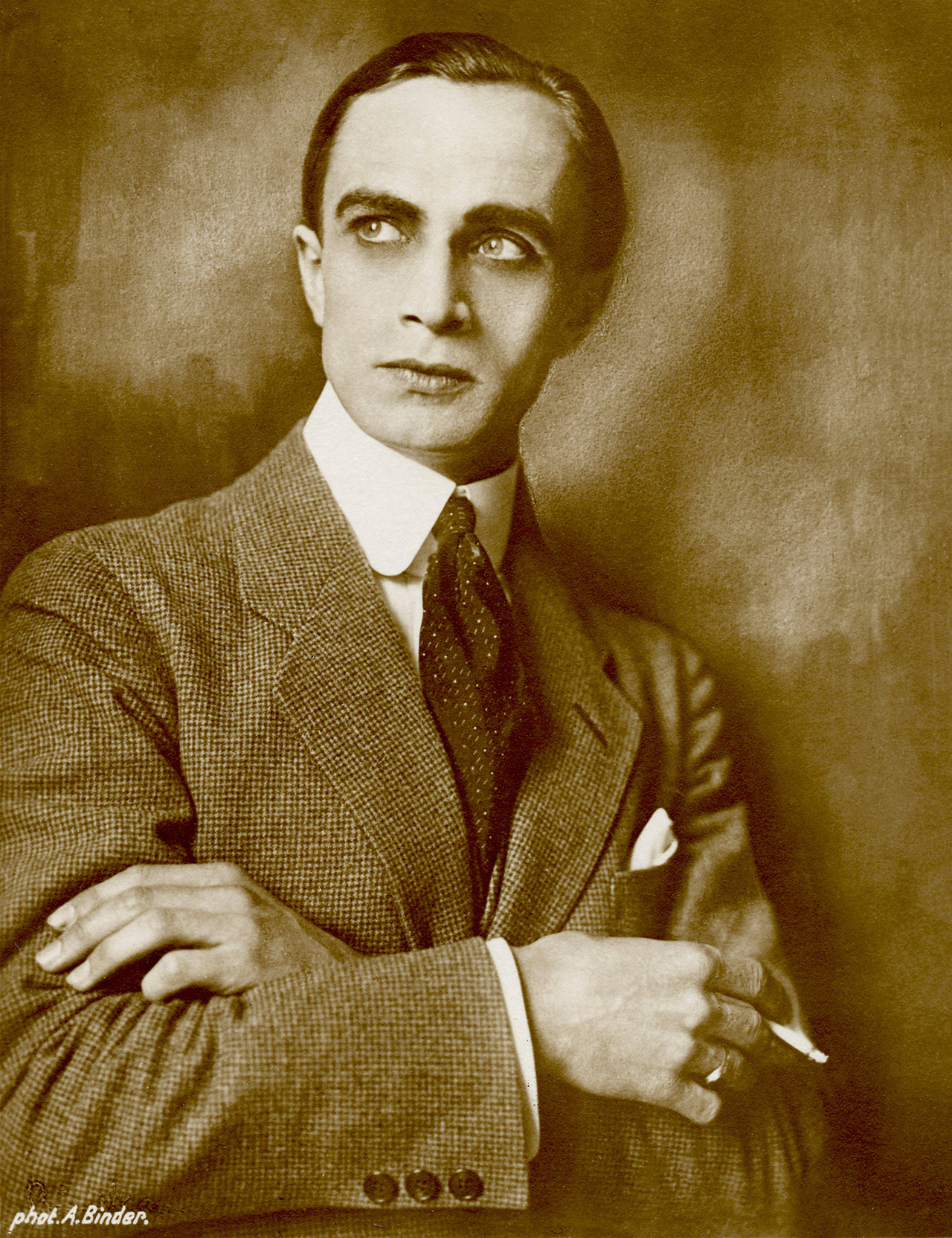
Conrad Veidt um 1920

Conrad Veidt wurde als Sohn einer bürgerlichen Familie in Berlin geboren und besuchte das Hohenzollerngymnasium, welches er wegen mangelhafter Leistungen im Jahre 1912 verlassen musste. Daraufhin wandte er sich seinem Berufswunsch, der Schauspielerei, zu. Er begann 1913 als Schauspielvolontär an Max Reinhardts Deutschem Theater und trat in kleinen und mittleren Rollen auf. Der Erste Weltkrieg hinderte ihn, seine Ausbildung zu vollenden. Conrad Veidt wurde an der Ostfront eingesetzt, erkrankte dort aber und wurde wegen anhaltender gesundheitlicher Probleme im Januar 1917 aus der Armee entlassen.
Noch während des Krieges erhielt er seine ersten Filmrollen und trat unter anderem neben Werner Krauß, Anita Berber und Reinhold Schünzel in Richard Oswalds Aufklärungs- und Sittenfilmen auf, so im Zweiteiler Die Prostitution und in Anders als die Andern, wo er einen homosexuellen Geiger verkörperte. Der letztere Film war der erste, welcher das Thema Homosexualität offen behandelte und damit einen Skandal auslöste. 1919 gründete er seine eigene Produktionsfirma, um selbst geeignete Hauptrollen für sich auszusuchen. Er fungierte 1919 sowie 1920 bei mehreren Filmen als Regisseur und Produzent.

### Internationale Erfolge

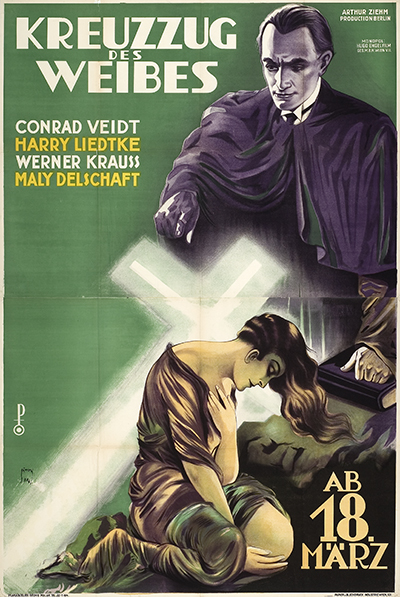
„Kreuzzug des Weibes“;
mit Harry Liedtke, Werner Krauss, Maly Delschaft u. a.;
Filmplakat 1926 von Lipót Sátori im Atelier Georg Pollak

Den Durchbruch zum Filmstar hatte Conrad Veidt in Das Cabinet des Dr. Caligari des Regisseurs Robert Wiene. Darin verkörperte er den somnambulen Cesare, der während des Schlafes willenlos gehorcht und Menschen im Auftrag seines Herren tötet. Das Cabinet des Dr. Caligari war wie viele folgende Filme mit Veidt ein frühes Beispiel des expressionistischen Films. Anschließend war er vor allem auf sinistere und exzentrische Rollen festgelegt, darunter als Iwan der Schreckliche in Das Wachsfigurenkabinett (1923) sowie in Orlac’s Hände (1924) als geplagter Pianist, der sich für einen Mörder hält. Insbesondere der internationale Erfolg von Caligari ebnete Veidt den Weg zum internationalen Film. Nachdem er 1925 bereits im französischen Film Le comte Kostia mitgewirkt hatte, wurde er 1927 nach Hollywood gelotst. Hier war er zunächst neben John Barrymore als französischer König Ludwig XI. im Abenteuerfilm Der Bettelpoet zu sehen. Im folgenden Jahr spielte er auch in Paul Lenis Melodram The Man Who Laughs, basierend auf dem Roman Der lachende Mann von Victor Hugo. Seine Darstellung und Erscheinung als Gwynplaine in diesem Film wurde nachweislich zur Inspiration für die Figur des Jokers.
Als sich in Amerika Ende der 1920er Jahre der Tonfilm durchsetzte, war Veidt mit seinem deutschen Akzent im Nachteil. Nach vier amerikanischen Filmen kehrte er in sein Heimatland zurück und übernahm 1929 die Hauptrolle in Das Land ohne Frauen, einem der ersten deutschen Tonfilme. Im gleichen Jahr wurde Conrad Veidt zum Vorstandsmitglied der neu gegründeten Vereinigung Berliner Bühnenkünstler gewählt. Nach seiner Rückkehr nach Deutschland war Veidt im Jahre 1931 als Klemens Wenzel Lothar von Metternich in der Filmoperette Der Kongreß tanzt zu sehen. Anschließend spielte er in den deutschen Filmen Ich und die Kaiserin (1933) und als Reichsvogt Gessler in Wilhelm Tell - Das Freiheitsdrama eines Volkes (1934). Er übernahm ebenfalls die Hauptrolle im britischen Film Rom-Expreß aus dem Jahre 1932.

### Emigration und englischsprachige Filme
Als Wilhelm Tell im Jahre 1934 seine Premiere hatte, war Veidt bereits aus Deutschland geflohen. Veidt galt als Gegner der Nationalsozialisten und heiratete eine Woche vor seiner Emigration nach England seine jüdische Verlobte. Joseph Goebbels wollte den Filmstar in Deutschland halten und versprach Veidt sogar, seiner Ehefrau einen Ariernachweis auszustellen. Als Veidt jedoch ablehnte, wurde er von den Nationalsozialisten unter Hausarrest gestellt. Am 6. April 1933 floh er mit seiner Frau aus Deutschland, nachdem es zuletzt Gerüchte um eine geplante Ermordung Veidts gegeben hatte.
In England übernahm er 1934 die Titelrolle in Jud Süß, der Verfilmung des gleichnamigen Romans von Lion Feuchtwanger unter der Regie von Lothar Mendes. 1938 nahm Conrad Veidt die britische Staatsbürgerschaft an. Zu seinen Höhepunkten im britischen Film zählten drei Rollen unter der Regie von Michael Powell: 1939 neben Valerie Hobson in Der Spion in Schwarz und 1940 jeweils in Contraband sowie in seinem einzigen Farbfilm Der Dieb von Bagdad, wo er als rücksichtsloser Großwesir Jaffar eine denkwürdige Rolle spielte. Nach Ausbruch des Zweiten Weltkrieges verließ Veidt England und ging erneut in die USA, wo er auch um einen Kriegseintritt der Vereinigten Staaten gegen die Nationalsozialisten warb. Neben Norma Shearer und Robert Taylor trat er 1940 als deutscher General in der Bestsellerverfilmung Escape auf, einem der ersten US-Filme, die sich mit den damaligen politischen Verhältnissen in Deutschland kritisch auseinandersetzten. Veidt hatte sich in seinem Studiovertrag absichern lassen, dass er keine sympathisch angelegten Nationalsozialisten spielen musste. Einen Großteil seines Verdienstes spendete er an die britische Armee zu Kriegszwecken.
Zu seinen bekanntesten Rollen gehört die des deutschen Majors Strasser in Casablanca. Bei diesem Film erhielt der Nebendarsteller eine höhere Gage als die Hauptdarsteller Ingrid Bergman und Humphrey Bogart. Auch abseits seiner Rollen in Propagandafilmen war er in Hollywood auf Schurken festgelegt: 1941 war er als gnadenloser Impresario von Loretta Young in Roman einer Tänzerin zu sehen. Im Film Die Frau mit der Narbe nutzt er Joan Crawford emotional aus und will sie zum Mord an einem kleinen Jungen anstiften. Erst in seinem letzten Film Gefährliche Flitterwochen neben Joan Crawford und Fred MacMurray konnte er eine positive Rolle als Nazi-Widerstandskämpfer spielen.

### Tod und Privatleben
Conrad Veidt starb am 3. April 1943 an einem schweren Herzinfarkt, den er während eines Golfspiels mit seinem Hausarzt erlitt. Er wurde 50 Jahre alt. Seine Urne befindet sich im Golders Green Crematorium in London.
Der Schauspieler war dreimal verheiratet: von 1919 bis 1922 mit der Schauspielerin Gussy Holl, die nach der Trennung von Veidt Emil Jannings heiratete, von 1923 bis 1932 mit Anna Marie Radke und von 1933 bis zu seinem Tod mit Ilona Preger, geb. Barta (1901–1980), die zugleich seine Agentin war.
Aus der Ehe mit Anna Marie Radke ging die Tochter Vera Viola Maria Veidt (1925–2004) hervor.

## Filmografie
- 1916: Der Weg des Todes
- 1917: Wenn Tote sprechen
- 1917: Furcht
- 1917: Die Seeschlacht
- 1917: Der Spion
- 1918: Das Rätsel von Bangalor
- 1918: Die Serenyi
- 1918: Das Dreimäderlhaus
- 1918: Das Tagebuch einer Verlorenen
- 1918: Jettchen Geberts Geschichte (2 Teile)
- 1918: Colomba
- 1918: Es werde Licht!, 4. Teil: Sündige Mütter
- 1918: Dida Ibsens Geschichte
- 1918: Opfer der Gesellschaft
- 1918: Peer Gynt (2 Teile)
- 1919: Opium
- 1919: Die Japanerin
- 1919: Die Prostitution (2 Teile)
- 1919: Die Reise um die Erde in 80 Tagen
- 1919: Anders als die Andern
- 1919: Die Okarina
- 1919: Prinz Kuckuck
- 1919: Wahnsinn (auch Regie und Produzent)
- 1919: Unheimliche Geschichten
- 1919: Nocturno der Liebe
- 1919: Die Mexikanerin
- 1920: Der Graf von Cagliostro
- 1920: Nachtgestalten
- 1920: Satanas
- 1920: Das Cabinet des Dr. Caligari
- 1920: Der Reigen
- 1920: Patience
- 1920: Die Nacht auf Goldenhall (auch Regie und Produzent)
- 1920: Die Augen der Welt
- 1920: Kurfürstendamm
- 1920: Der Januskopf
- 1920: Moriturus
- 1920: Abend – Nacht – Morgen
- 1920: Manolescus Memoiren
- 1920: Weltbrand
- 1920: Künstlerlaunen
- 1921: Das Geheimnis von Bombay
- 1921: Das indische Grabmal (2 Teile)
- 1921: Menschen im Rausch
- 1921: Die Abenteuer einer Nacht
- 1921: Der Gang in die Nacht
- 1921: Sehnsucht
- 1921: Liebestaumel
- 1921: Die Liebschaften des Hektor Dalmore
- 1921: Die Flucht aus dem goldenen Kerker
- 1921: Landstraße und Großstadt
- 1921: Danton
- 1921: Lady Hamilton
- 1921: Der Leidensweg der Inge Krafft
- 1922: Lucrezia Borgia
- 1923: Paganini (auch Produktion mit Richard Oswald)
- 1923: Wilhelm Tell
- 1923: Glanz gegen Glück
- 1924: Carlos und Elisabeth
- 1924: Der Maler, die Liebe und das Fräulein
- 1924: Das Wachsfigurenkabinett
- 1924: Orlac’s Hände
- 1924: Nju
- 1925: Schicksal
- 1925: Graf Kostja (Le comte Kostia)
- 1925: Liebe macht blind
- 1925: Die Erde ruft (Ingmarsarvet)
- 1926: Der Geiger von Florenz
- 1926: Die Brüder Schellenberg
- 1926: Dürfen wir schweigen?
- 1926: Kreuzzug des Weibes
- 1926: Der Student von Prag
- 1926: Die Flucht in die Nacht
- 1927: Der Bettelpoet (The Beloved Rogue)
- 1927: Eines Mannes Vergangenheit (A Man's Past)
- 1928: Der Mann, der lacht (The Man Who Laughs)
- 1929: Illusion (The Last Performance)
- 1929: Das Land ohne Frauen
- 1930: Die letzte Kompagnie
- 1930: Die große Sehnsucht (als er selbst)
- 1930: Menschen im Käfig
- 1931: Der Mann, der den Mord beging
- 1931: Die Nacht der Entscheidung
- 1931: Der Kongreß tanzt
- 1931: Die andere Seite
- 1932: Rasputin, Dämon der Frauen
- 1932: Der schwarze Husar
- 1932: The Congress Dances
- 1932: Rom-Expreß (Rome Express)
- 1933: Ich und die Kaiserin
- 1933: Floating Platform 1 Does Not Answer
(Englische Fassung von F.P.1 antwortet nicht)
- 1933: Ich war Spion (I Was a Spy)
- 1933: Ahasver, der ewige Jude (The Wandering Jew)
- 1934: Wilhelm Tell
- 1934: Bella Donna
- 1934: Jud Süß (Jew Süss)
- 1935: The Passing of the Third Floor Back
- 1935: King of the Damned
- 1936: Unter der roten Robe (Under the Red Robe)
- 1937: Dark Journey
- 1938: Sturm über Asien (Tempête sur l'Asie)
- 1938: Le joueur d'échecs
- 1939: Der Spion in Schwarz (The Spy in Black)
- 1940: Contraband
- 1940: Der Dieb von Bagdad (The Thief of Bagdad)
- 1940: Escape
- 1941: Die Frau mit der Narbe (A Woman's Face)
- 1941: Whistling in the Dark
- 1941: Roman einer Tänzerin (The Men in Her Life)
- 1942: Agenten der Nacht (All Through the Night)
- 1942: Nazi Agent
- 1942: Casablanca
- 1943: Gefährliche Flitterwochen (Above Suspicion)